# Francesca Woodman
Francesca Stern Woodman (Denver, 3 april 1958 – New York, 19 januari 1981) was een Amerikaanse fotografe.

## Biografie
Woodman groeide op in een artistiek milieu en begon op haar dertiende te fotograferen. Al vrij snel beperkte ze zich tot zwart-wit fotografie in vierkant formaat.
Van 1975 tot 1979 studeerde ze in Providence aan de Rhode Island School of Design, waar ze dankzij een honoursprogramma gedurende het studiejaar 1977-1978 aan het prestigieuze Palazzo Cenci in Rome mocht studeren.
Tijdens haar verblijf in Rome was Woodman vaak te vinden in Maldoror, een boekwinkel annex galerie, gespecialiseerd in kunst en kunstboeken op het gebied van surrealisme en futurisme. Hier raakte ze beïnvloed door het classicisme, sensualiteit en het verval van Rome. In de kelder van Maldoror debuteerde ze met een solo-expositie van haar fotowerk. Het was ook de plek waar ze in contact kwam met de Transavanguardia Italiana, de nieuwe generatie avantgardisten in Rome.
Terug in de Verenigde Staten rondde ze haar studie in Providence af, waarna ze naar New York verhuisde. Daar begon ze op groter formaat blauw en bruin papier te werken en stelde ze een aantal boeken samen met haar fotowerk.
Some Disordered Interior Geometries, het enige boek van haar dat tijdens haar leven gepubliceerd werd, kwam uit in januari 1981. In dezelfde maand maakte ze een einde aan haar leven door van het dak van een openbaar gebouw naast haar appartement in East Village te springen.

## Over Francesca Woodman
- De Franse essayist Philippe Sollers wijdde in 1998 een monografie aan haar.

- Bibsys: 15005845
- Biblioteca Nacional de España: XX4824344
- Bibliothèque nationale de France: cb13327194n (data)
- Catàleg d'autoritats de noms i títols de Catalunya: 981058513397506706
- CiNii: DA17404070
- Gemeinsame Normdatei: 120888564
- International Standard Name Identifier: 0000 0001 1436 3126
- KulturNav: 2a03d149-2470-497a-8aee-1225d1fac1c1
- Library of Congress Control Number: n86808936
- Nationale Bibliotheek van Letland: 000270279
- Nationale Bibliotheek van Tsjechië: xx0151927
- Nationale bibliotheek van Australië: 35205540
- Nationale Bibliotheek van Israël: 987007286658805171
- Nationale Bibliotheek van Polen: a0000003600539
- Nationale en Universitaire bibliotheek Zagreb: 000484891
- Nederlandse Thesaurus van Auteursnamen: 175557888
- PIC: 4940
- Réseau des bibliothèques de Suisse occidentale: 02-A003985355
- RKD-Nederlands Instituut voor Kunstgeschiedenis: 225025
- LIBRIS: 335296
- SNAC: w6bh0dzm
- Système universitaire de documentation: 035654481
- Trove: 864423
- Union List of Artist Names: 500084070
- Virtual International Authority File: 156045
- WorldCat: E39PBJrGxBywD7qKKpfj3GHHmd